# Пензінський замок
Пензінський замок (пол. Zamek w Pęzinie, нім. Schloss Pansin) — одна з найкраще збережених житлово-оборонних споруд Померанії, що розташована над річкою Кремпель та її притокою Пензінкою у селі Пензіно у гміні Старґард Старгардського повіту Західнопоморського воєводства у Польщі.  

## Історія

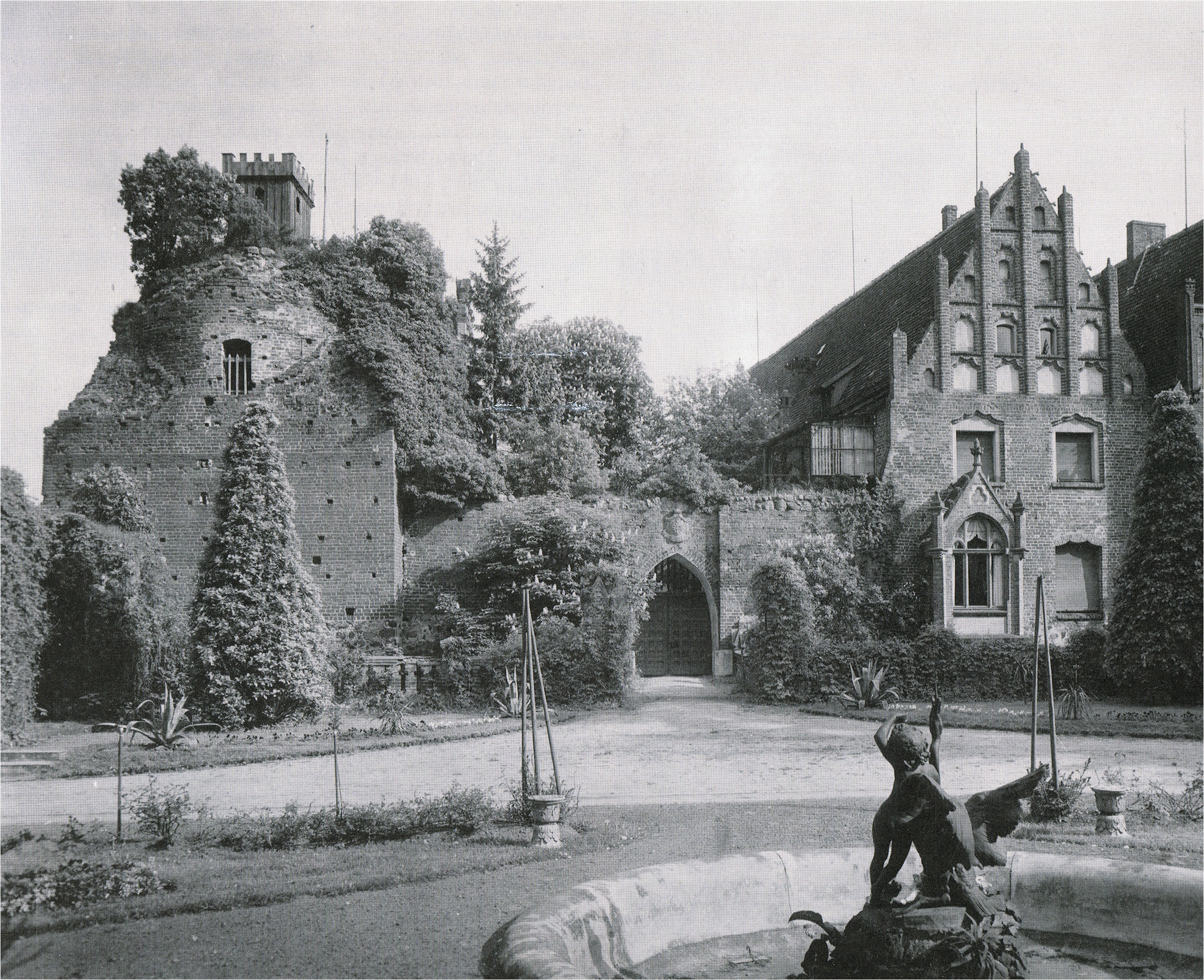
Вигляд замку з південного боку приблизно у 1920 році

Замок (у первісному вигляді) було побудовано на межі XIV—XV століть лицарями ордену госпітальєрів Святого Іоанна, які з 1382 року були власниками Пензіна (вони придбали його у родини Борків). Він мав хороші оборонні якості, що підсилювалися його розташуванням поміж двох річок. Замок, побудуваний на штучному пагорбі, складався з оборонних мурів, що утворювали неправильний чотирикутник та житлового будинку, що прилягав до східної частини мурів. У південно-західному куті комплексу було споруджено потужну вежу кінцевої оборони. Житлове крило мало вікна лише із західної внутрішньої сторони. 
У 1492 році замок перейшов у володіння до родини Борків як спадковий лен ордену у приватному володінні. Спочатку Борки проводили лише незначні будівельні роботи, пробиваючи, між іншим, віконні отвори у східній частині муру та прикрашаючи житлове крило декоративними щипцями. Близько 1600 року розпочалися масштабні будівельні роботи, в ході яких було, серед іншого, споруджено триповерхове житлове крило та загалом перетворено весь замок на ренесансну резиденцію із лише частково збереженими оборонними формами. Будинки було оштукатурено та вкрито рустикацією. 
З 1680 року замком управляла родина Путткамерів, які у 1703 році стали його власниками. У середині ХІХ століття вони добудували до замку нове крило у неоготичному стилі. У 60-их роках XIX століття Путткамери упорядкували околиці замку, знісши господарські споруди. На їхньому місці було закладено паркові зони, а також побудовано садовий павільйон. Там же знаходяться руїни каплиці. 
У 1935 році у східному крилі спалахнула пожежа, яка завдала йому серйозних пошкоджень. Під час реконструкції, проведеної у 1936—1940 роках, було споруджено спільну кроквяну систему для готичного та неоготичного крил, а також вирівняно їх обрис. Поруч із південною частиною мурів було споруджено нове, так зване, надбрамне крило (з переїздом, що веде до внутрішнього подвір’я). 
Після Другої світової війни замок перейшов у володіння сількогосподарського підприємства з Пензіна. Його стан поступово погіршувався. У 1977 році розпочався генеральний ремонт замку, який мав стати садибою Комбінату державних сільськогосподарських підприємств. Було здійснено спробу відновити зовнішній вигляд будівлі з 1939 року. Планувалося, що у замку також будуть розміщуватися бібліотека та регіональний музей. Реконструкцію було завершено у 1990 році. Внаслідок політичних змін, які незабаром відбулися, вже у 1996 році замок продали приватному власнику. 

## Архітектура
Західне (ренесансне) крило прилягає до вежі з півдня і має подібну до неї ширину (близько 10 м). Воно є триповерховою будівлею з підземеллям. На поверхах є по одній великій залі. Зала першого поверху має циліндричне склепіння з люнетами У наш зал зала використовується у гастрономічних цілях. Зала на другому поверсі має залізобетонну стелю, облицьовану деревиною, що імітує її довоєнний вигляд. Ця зала присвячена історії замку; тут також є ренесансний камін і данскер у формі еркера. У залі на третьому поверсі представлена виставка історичних костюмів, пов’язаних із придворною культурою. Виставка створена завдяки фінансовій підтримці Європейського Союзу. На горищі є кілька кімнат, розділених фахверковими стінами. 
Східна частина замку у наш час складається з двох крил, що примикають одне до одного довшими сторонами: готичного (із заходу) та неоготичного (зі сходу). 
Вхід до готичного крила спершу знаходився посередині фасаду зі сторони подвір'я (зараз він розташований у надбрамному крилі). Нинішній вигляд фасаду зі сторони подвір’я було виконано під час ремонтно-модернізаційних робіт у 1902 року на основі іконографічних джерел та зовнішнього вигляду збереженої верхньої північної частини. Під час ремонту в 1935—1940 роках крило було злегка видовжено з південного боку та вибудовано нову щипцеву стіну. Щипцева стіна з північного боку зберегла пізньоготичні елементи (включаючи вікно, увінчане аркою). 
Неоготичне крило, що має таку ж висоту, як і готичне, було споруджене у 1853 році за проєктом берлінського архітектора Йоганна Генріха Старка. Спочатку воно було накрите окремим дахом. Уніфікація дахового покриття, разом із його підвищенням, відбулася під час ремонту у 30-их роках XX століття. 
Південне або надбрамне крило було споруджене 1936—1940 роках з використанням існуючого тут куртинного муру та в'їзної брами, яка розташовувалася у ньому по центру. Зі сторони подвір'я було додано аркадну стіну, на якій надбудовано приміщення другого поверху, з п’ятьма досить великими вікнами із зовнішньої сторони. Все крило було покрито двосхилим дахом. В наш час на рівні першого поверху знаходяться переходи до східного крила та до підземелля вежі. Над брамою (ззовні) знаходиться герб родини Путткамерів, що датується початком XVIII століття. 
З півночі замкове подвір'я обмежується куртиновим муром, у якому у другій половині XVIII століття було вибито браму, що вела до парку. Через різницю у висоті, до брами ззовні додали дерев’яну рампу, що забезпечувала можливість безпечного спуску. У наш час рампи немає, а брама постійно зачинена. Над брамою на висоті другого поверху знаходиться вузький коридор, що з'єднує західне та східне крила. 
Вежа кінцевої оборони розташована у південно-західному куті замку. Нижню частину вежі було побудовано на квадратному плані з ератичних валунів. Верхні частини було побудовано з цегли, вони мають форму кола. Початкова висота вежі невідома, припускається, що вона могла складати близько 25 м. Усередині вежі знаходиться підземелля глибиною 14,5 м. Це невелика кімната на квадратному плані (довжина сторони лише 2 м). До нього можна дістатися лише згори, використовуючи мотузку або довгу драбину. 

## Світлини

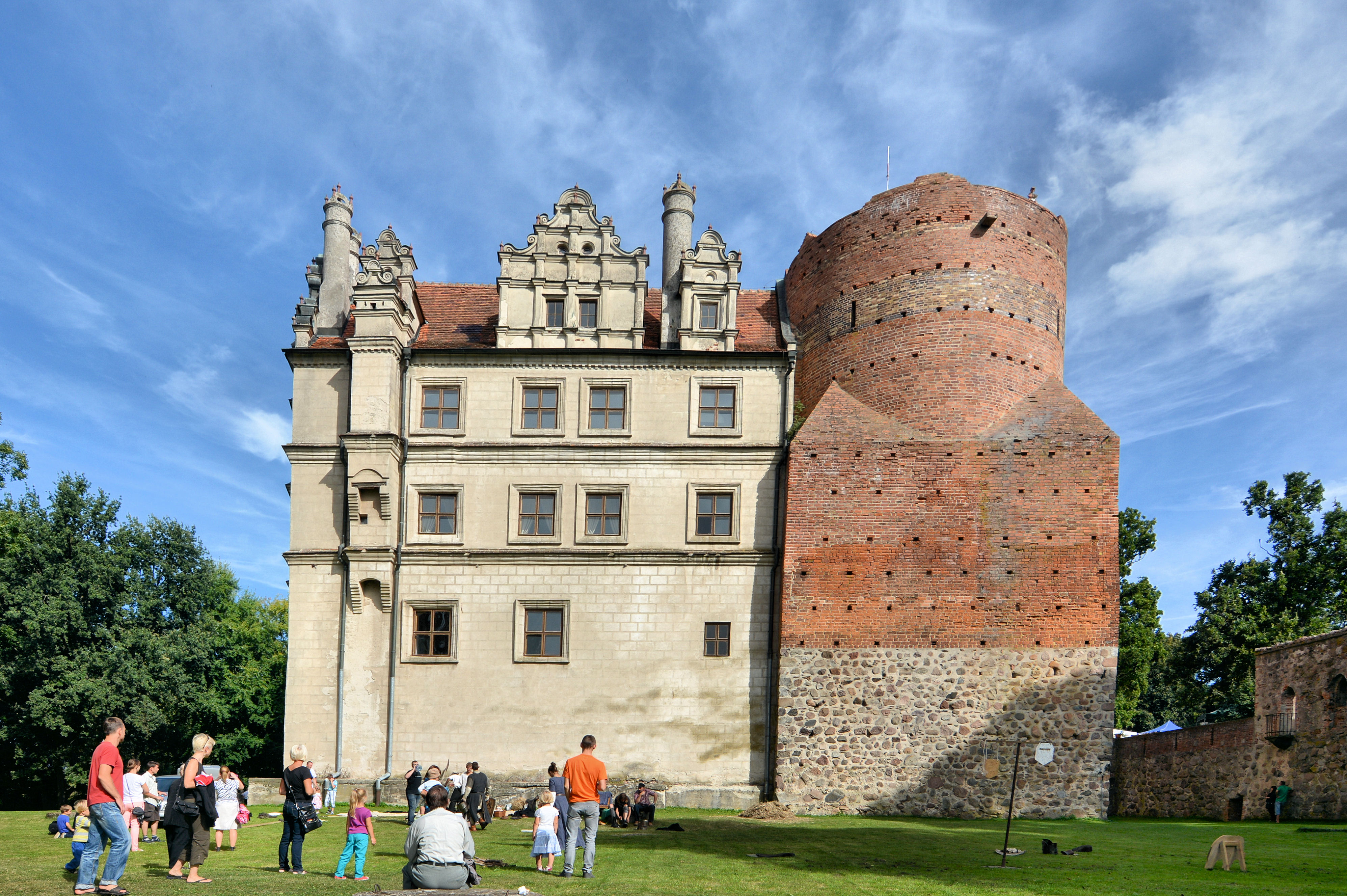
Західне крило та вежа
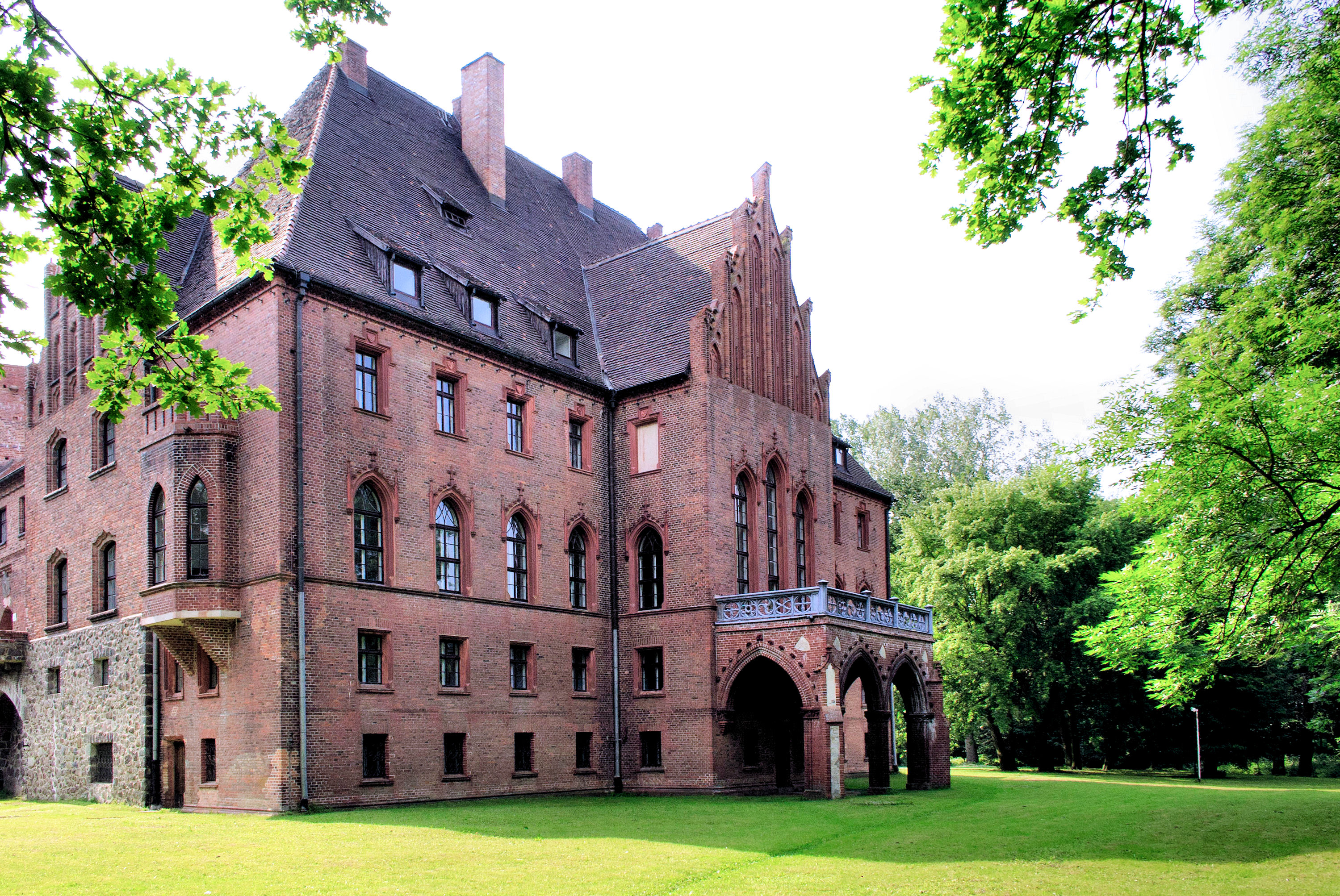
Східне крило
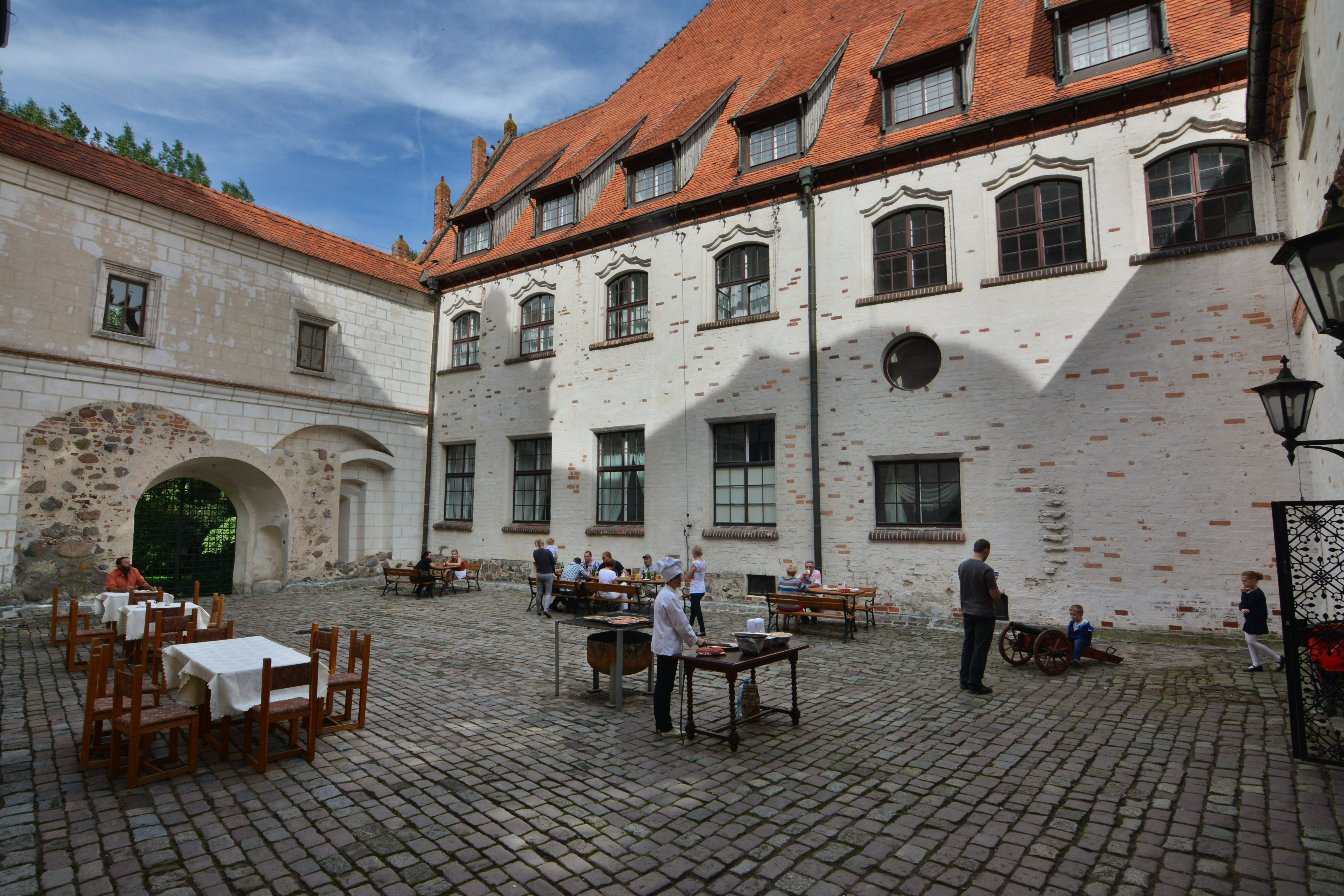
Східне крило зі сторони подвір'я
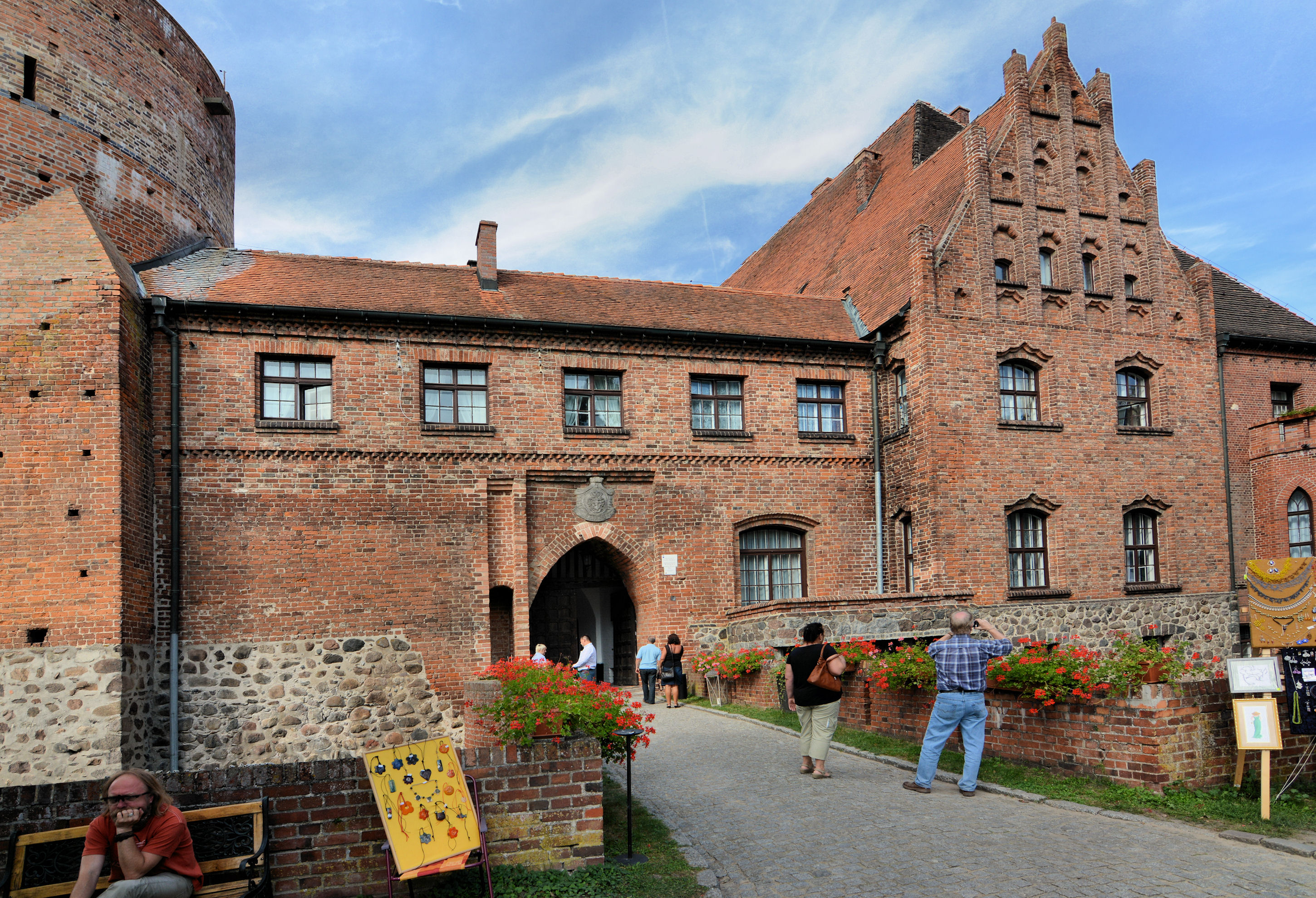
Надбрамне крило
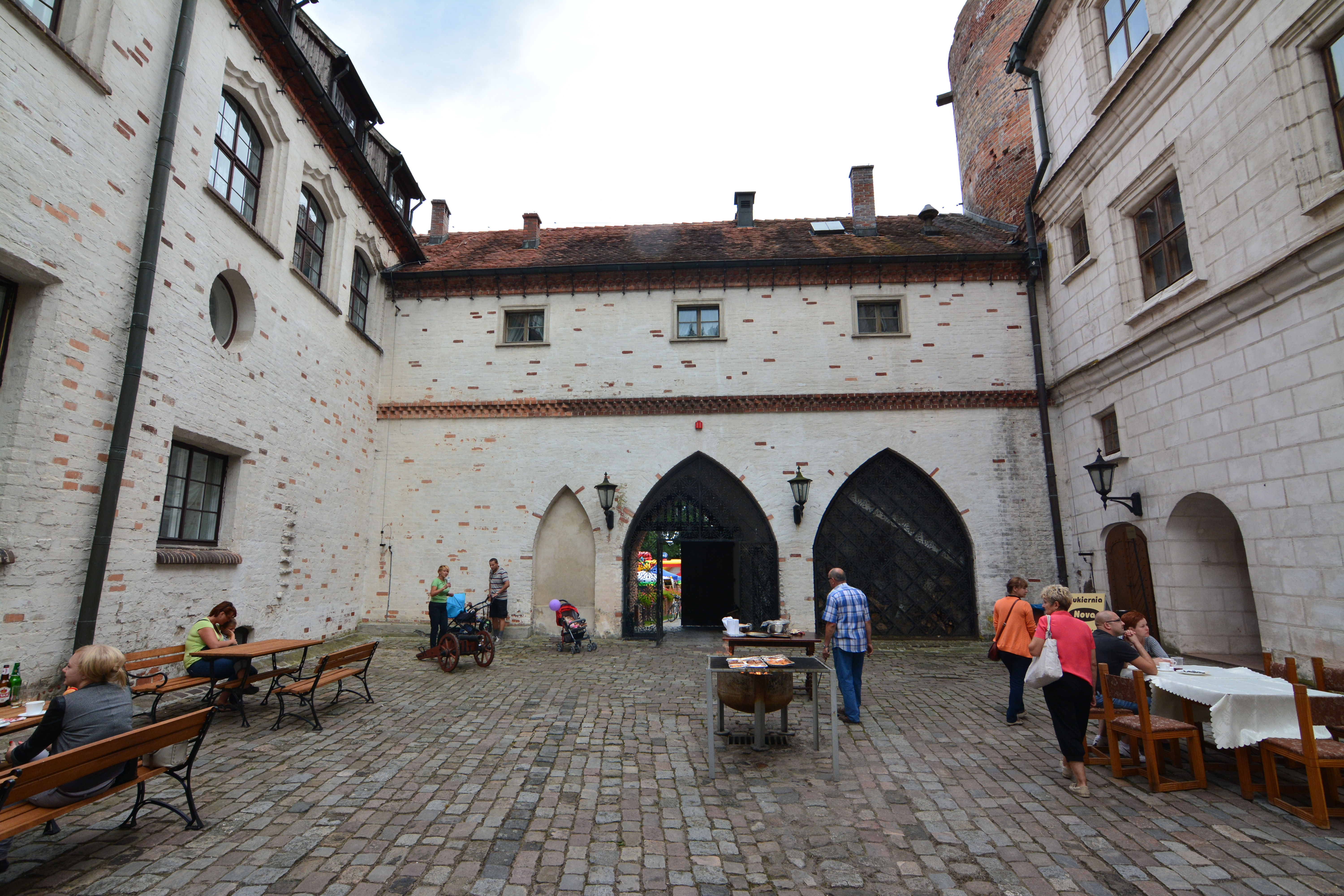
Надбрамне крило зі сторони подвір'я
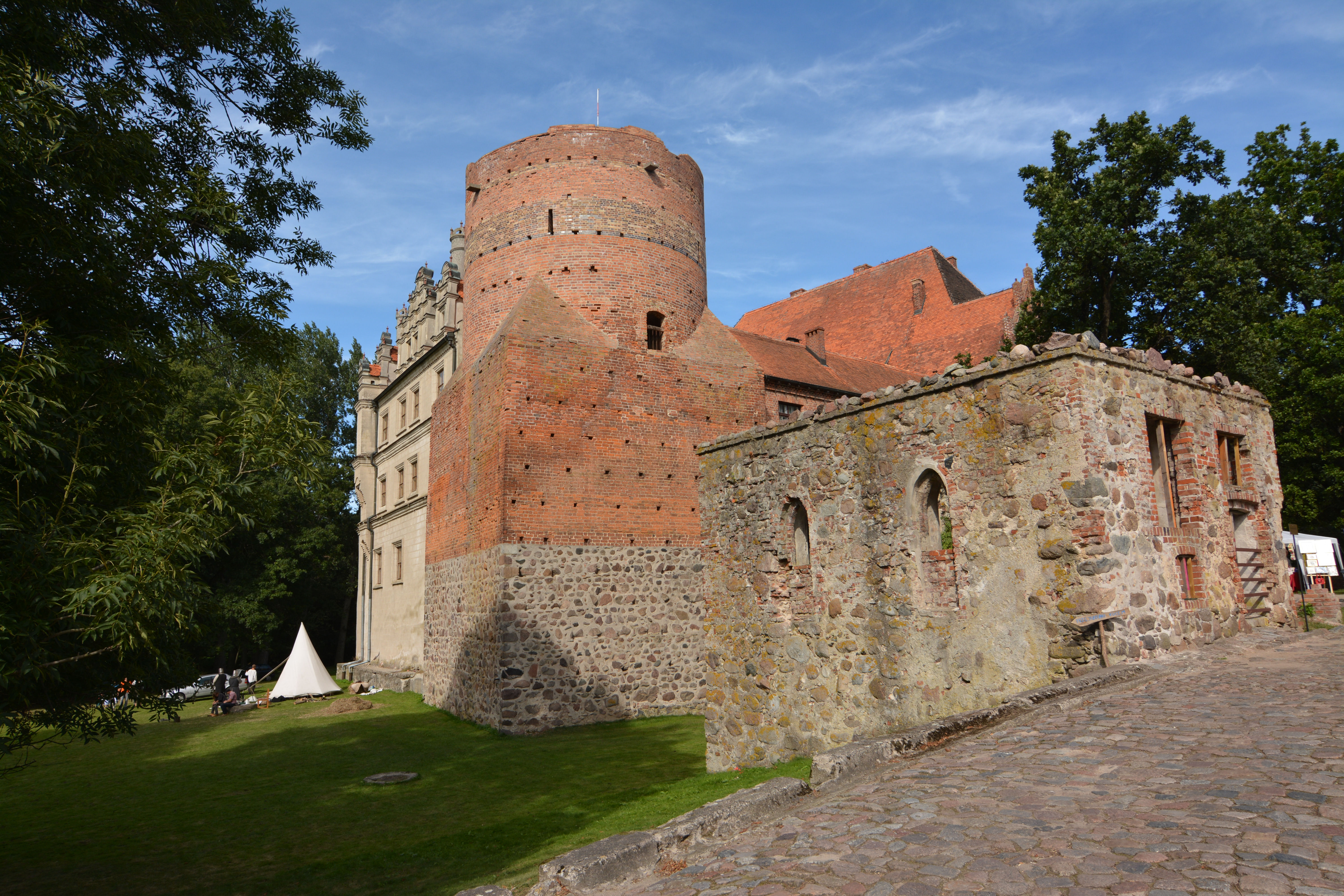
Вежа кінцевої оборони
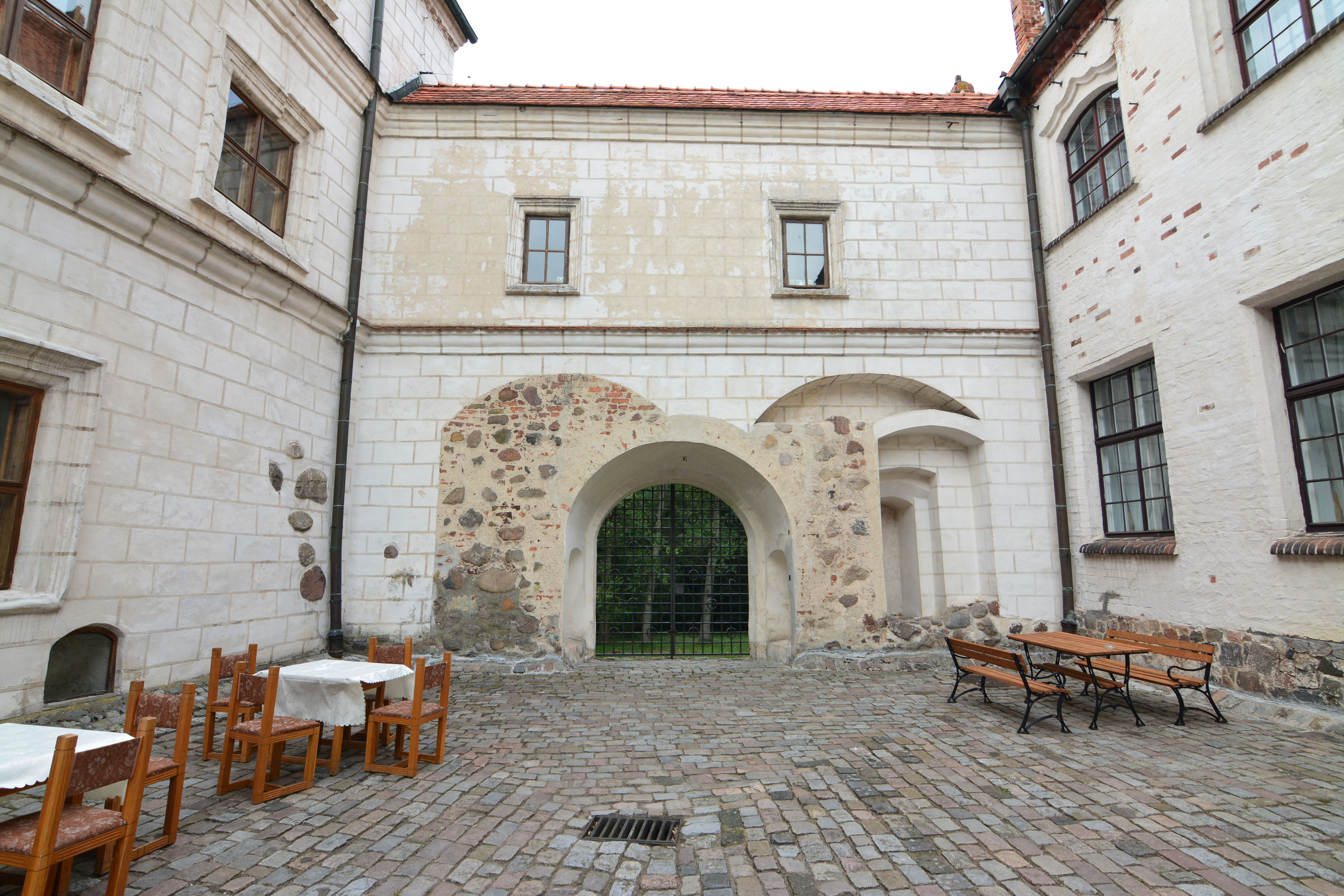
Північна куртина зі сторони подвір'я